# Ciudad de Sevilla
Die Ciudad De Sevilla war eine 1980 in Dienst gestellte Fähre der spanischen Reederei Trasmediterránea. Das Schiff blieb bis zu seiner Ausmusterung im September 2009 auf verschiedenen Routen für denselben Betreiber in Fahrt und wurde 2010 im indischen Mumbai abgewrackt.

## Geschichte
Die Ciudad de Sevilla entstand unter der Baunummer 141 bei Union Naval de Levante in Valencia und wurde am 18. Oktober 1979 vom Stapel gelassen. Nach seiner Ablieferung an die Trasmediterránea am 28. Juni 1980 nahm das Schiff am 1. Juli den Fährdienst zwischen Barcelona und Palma auf.
Am 19. Oktober 1980 erlitt die Ciudad de Sevilla in der Nähe von Palma einen Maschinenausfall und lief kurz darauf auf Grund. Die 280 Passagiere an Bord blieben unverletzt, jedoch erlitt das Schiff einen Wassereinbruch und konnte erst am 5. Dezember 1982 geborgen werden. Am 4. Juli 1983 traf die Ciudad de Sevilla zur Reparatur in ihrer Bauwerft in Valencia ein. Erst am 17. März 1985 konnte das Schiff wieder in Dienst gestellt werden.
Im Juli 2004 wechselte die Ciudad de Sevilla auf die Strecke von Málaga nach Melilla. In den folgenden Jahren war das Schiff auf verschiedenen Routen im Einsatz und befuhr so unter anderem auch Almería, Tanger und Nador. Im September 2009 wurde die Ciudad de Sevilla schließlich nach 29 Dienstjahren ausgemustert und in Tarragona aufgelegt.
Im Oktober 2009 verließ das Schiff unter dem verkürzten Namen Sevilla den Hafen von Tarragona, um zum Abbruch nach Indien überführt zu werden. Am 19. November 2009 traf die ehemalige Ciudad de Sevilla bei einer Abwrackwerft in Mumbai ein, wo sie am 7. Januar 2010 auf den Strand gezogen wurde.